# Янковский, Осип Васильевич
Не следует путать с Осипом Янковским (1789—1830) — доктором медицины Виленского университета.

Осип (Иосиф) Васильевич Янковский (ум. после 1865) — русский медик, военный врач, коллежский советник.

## Биография
Биографические сведения о Янковском очень скудны и отрывочны. Известно, что он происходил из духовного звания, и поэтому сперва поступил в Подольскую духовную семинарию, однако следом за этим он предпочел науку, и в 1818 году поступил в число казеннокоштных воспитанников в Императорскую Санкт-Петербургскую медико-хирургическую академию, из которой четыре года спустя был выпущен лекарем в Нижегородский драгунский полк, а оттуда в 1824 году был переведен в Ширванский пехотный полк .

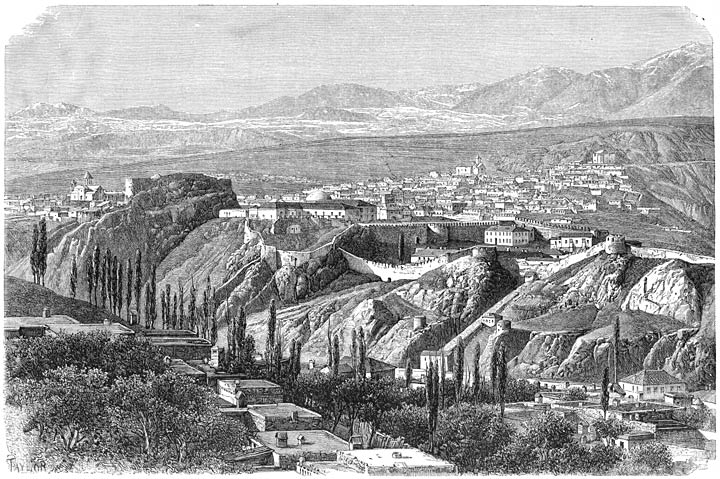
Ахалцихская крепость (XIX век)

Получив в 1825 году звание штаб-лекаря, Осип Васильевич Янковский в 1826 году был командирован в Ахтырский Оглынский военно-временный госпитальный отдел, и затем в течение двух лет служил в Елизаветпольском и Тифлисском военных госпиталях, в крепостях Шумле и Эривани, в пехотном князя Паскевича батальоне и в Ахалцыхской крепости.
Лишь после своего назначения в 1830 году в военный госпиталь в город Каменец-Подольский О. Янковский прослужил на одном месте около десяти лет, но с 1840 по 1842 год у военврача снова начинается быстрая перемена мест службы; в эти годы Осип Васильевич Янковский служил в Варшавском военном госпитале, в Закавказском конно-мусульманском полку и в Дубенском и Бобруйском военных госпиталях.
В 1842 году О. В. Янковский был назначен в Могилевский военный госпиталь, где прослужил шесть лет, а затем был переведен в Виленский военный госпиталь. Дальнейшая служба его продолжалась с 1851 по 1855 год в Бугском военном госпитале, потом два года в Ловичском военном госпитале и, наконец, с 1857 года до отставки снова в военном госпитале польской столицы.
В 1861 году он вышел в почётную отставку и занялся частной практикой. Скончался Осип Васильевич Янковский в конце 1860-х годов.
После него остались «Практические заметки» (числом десять), напечатанные в медицинской газете «Друге здравия» за 1837 год.

## Награды
За время службы Янковский был удостоен наград:
- орден Святого Владимира 4-й степени,
- орден Святой Анны 2-й степени (22 февраля 1850),
- орден Святого Станислава 2-й степени с императорской короной,
- знак отличия беспорочной службы за XV лет (1839), XX лет, XXV лет и XXX лет.